# Fleischmann & Bloedel

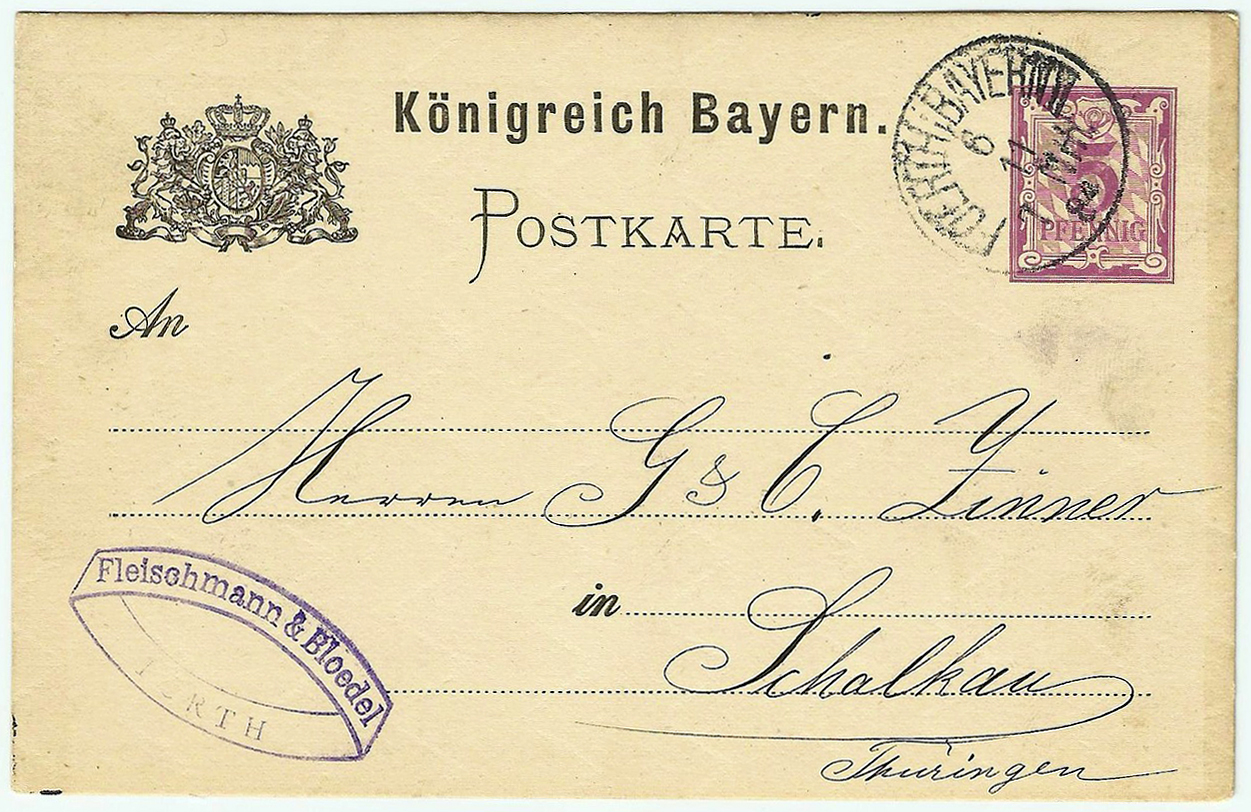
1884 datierter Postkarten-Vordruck des Königreichs Bayern mit blauem Stempel von Fleischmann & Bloedel an G & S Zinner in Schalkau

Fleischmann & Bloedel war ein im 19. Jahrhundert gegründeter, international tätiger Puppenhersteller mit Sitz in Fürth, Sonneberg, Paris und London.

## Geschichte
Das Unternehmen wurde 1873 durch Salomon Fleischmann und Jean Bloedel gegründet. Als wichtiger Lieferant für den Markt in Frankreich wurden fabrikmäßig verschiedene laufende, sprechende, nickende und küssende Puppen produziert.
Zur Kennzeichnung des umfangreichen Sortiments ließ die Firma im Jahr 1890 zunächst die Schutzmarke Eden Doll eintragen, der 1898 Bébé Triomphe folgte. Auch die Markungen EDEN BEBE und Eden-Bébé wurden verwendet.
Als Zulieferer fertigte der Porzellanhersteller Simon & Halbig Puppenköpfe aus Biskuitporzellan für Fleischmann & Bloedel, die ausdrücklich für den französischen Markt vorgesehen waren und am Kopf die Markung DEP trugen.
Durch den großen Erfolg in Frankreich gehörte Fleischmann & Bloedel 1899 zu den Gründungsmitgliedern der dortigen Société Française de Fabrication de Bébés et Jouets (S. F. B. J.).
Nach der Übernahme des deutschen Bereichs von Bloedel & Fleischmann durch Joseph Berlin dehnte dieser die Produktion aus auf Spielzeug aus Plüsch und Filz, aber auch auf die Herstellung von Charakterpuppen. Joseph Berlin ließ 1914 die Schutzmarke Michu eintragen.
1926 schloss das Unternehmen.